# Cravo Norte
Cravo Norte – miasto w Kolumbii, w departamencie Arauca.